# Axia margarita
Timie-Perle
Espèce
Axia margarita, la Timie-Perle, est une espèce de Lépidoptères de la famille des Cimeliidae décrite en 1813 par l'entomologiste Jakob Hübner.

## Répartition
C'est une espèce méridionale qui se retrouve en France et en Espagne. En France, cette espèce se rencontre des Alpes-Maritimes à la basse vallée du Rhône ainsi que du Languedoc au Roussillon.

## Description
Ce petit papillon, d'envergure inférieure à 30 mm, est caractérisé par des ailes antérieures rose orangé parsemées de motifs blancs et argentés,. Le thorax est recouvert d'une importante densité de soie rougeâtre,.

## Biologie
En France, les imagos volent entre la fin du mois d'avril et du mois de  juin dans les milieux ouvert et plus particulièrement les garrigues,. La chenille se développe sur Euphorbia verrucosa,.

## Liste des sous-espèces
Selon GBIF (9 juillet 2025) :
- Axia margarita andalusica (Marten, 1934)
- Axia margarita atlasica (Rungs, 1947)
- Axia margarita margarita (Hübner, 1813)
- Axia margarita minuta Marten, 1937

## Dénomination
Ce taxon porte en français le nom vernaculaire ou normalisé suivant : Timie-Perle (La),.

## Systématique
Le nom valide complet (avec auteur) de ce taxon est Axia margarita (Hübner, 1813).
L'espèce a été initialement classée dans le genre Noctua sous le protonyme Noctua margarita Hübner, 1813.
Axia margarita a pour synonymes :
- Axia rubrociliata Schawerda, 1927
- Axia soledad Schawerda, 1927
- Cimelia margarita (Hübner, 1813)
- Cimelia paupera Rungs, 1947
- Noctua margarita Hübner, 1813
- Timia margarita (Hübner, 1813)